# Mirlind Daku
Mirlind Daku (Gnjilane, 1 de enero de 1998) es un futbolista kosovar, nacionalizado albano, que juega en la demarcación de delantero para el FC Rubin Kazan de la Liga Premier de Rusia.

## Selección nacional
Hizo su debut con la selección de fútbol de Albania el 7 de septiembre de 2023 en un partido de clasificación para la Eurocopa 2024 contra República Checa que finalizó con un resultado de empate a uno tras el gol de Václav Černý para el combinado checo, y de Nedim Bajrami para Albania.

### Participaciones en Eurocopas
| Copa          | Sede     | Resultado    | Partidos | Goles |
| ------------- | -------- | ------------ | -------- | ----- |
| Eurocopa 2024 | Alemania | Primera fase | 1        | 0     |

## Clubes
| Club                 | País      | Año       | Partidos | Goles |
| -------------------- | --------- | --------- | -------- | ----- |
| KF Hajvalia          | Kosovo    | 2017      | 3        | 0     |
| KF Llapi             | Kosovo    | 2017-2018 | 45       | 23    |
| NK Osijek II         | Croacia   | 2018-2019 | 15       | 2     |
| FK Kukësi (cedido)   | Albania   | 2019-2020 | 16       | 3     |
| FC Ballkani (cedido) | Kosovo    | 2020-2021 | 42       | 35    |
| NK Osijek            | Croacia   | 2021-2022 | 16       | 4     |
| NŠ Mura              | Eslovenia | 2022-2023 | 54       | 28    |
| FC Rubin Kazan       | Rusia     | 2023-     | 62       | 25    |